# Vatican Commandos
Vatican Commandos est un groupe de punk hardcore américain, originaire de Darien, dans le Connecticut. Le groupe était composé de James Spadaccini, John Farnsworth, Lindsey Anderson, Chip Moody, et Richard Hall (qui connaît plus tard le succès sous le nom de Moby). Il se sépare en 1985. Le groupe se reforme pour un concert de réunion en 2010, et publie ses trois premières nouvelles chansons (depuis 1985) en 2016.

## Biographie
Le groupe est initialement formé en 1980, sous le nom de The Banned, changeant en Uxb, en DD, et Disorder pour finalement trouver leur nom définitif, Vatican Commandos, en 1982, après avoir découvert un autre groupe appelé Disorder au Royaume-Uni. Le groupe comprend à l'origine Jim Spadaccini au chant et à la basse, John Farnsworth au chant et à la guitare, et Chip Moody à la batterie. Lindsey Anderson les rejoint à la seconde guitare, et Chuck Weaver au chant.
À leurs débuts, les membres du groupe ne font que reprendre des chansons de The Clash et des Sex Pistols, et composent ensuite leurs propres morceaux, comme Housewives on Valium et Wonder Bread sur lesquels Moby chante. En 1983, ils publient leur premier album studio, intitulé Hit Squad for God. Puis Richard Hall quitte le groupe. Les membres restants sont Chuck Weaver, Dave Hower, et Mike Pollock. Ils sortiront Just a Frisbee en 1983 et Point Me to the End en 1984. La pochette de Just a Frisbee est dessinée par Rob Zombie, le fondateur et leader de White Zombie. Vatican Commandos se sépare en 1985.
25 ans après leur séparation, ils sont annoncés pour un concert de réunion à New York en juillet 2010 aux côtés de Moby,. En juillet 2016, le groupe publie ses trois premières nouvelles chansons depuis 1985.

## Discographie
- 1983 : Hit Squad for God (EP 7")
- 1983 : Just a Frisbee (EP 7")
- 1984 : Point Me to the End (EP 7")